# Феделе, Кассандра
Кассандра Феделе (Федели) (итал. Cassandra Fedele o Fedeli; ок. 1465, Венеция — 24 марта 1558, там же) — итальянская гуманистка и поэтесса последнего десятилетия кватроченто, писавшая на латинском языке (под именем Fidelis) и вольгаре.

## Ранние годы

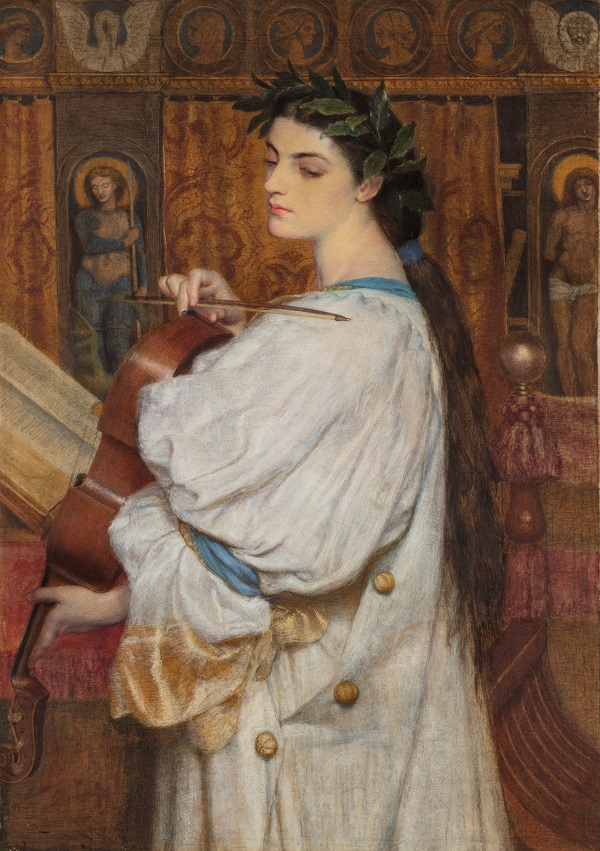
Портрет Кассандры Феделе, написанный ирландским художником-прерафаэлитом Фредериком Уильямом Бёртоном

Дочь Анджело Феделе и венецианки Барбары Леони. О матери в своих трудах она не пишет, но отца упоминает как человека, уважаемого в рядах аристократии и заинтересованного в образовании дочери.
Семья отца происходила из Милана, принадлежала к сторонникам Висконти, была изгнана в XIII или XIV веке после победы группировки Делла Торре и рассеялась по городам Северной Италии. Родственник Кассандры, Бальдассаре, был протоиереем в диоцезе Монцы. У неё был брат Алессандро и три сестры: Кристина, Маддалена и Полиссена.
Когда Феделе в возрасте двенадцати лет достигла свободного владения греческим и латинским языками, отец отправил её к монаху-сервиту Гаспарино Борро для обучения классической литературе, философии, наукам и диалектике. В 1487 году в возрасте 22 лет, она стала известна в Италии и за рубежом благодаря хвалебной речи на латыни, произнесённой в честь искусств и наук на выпускном вечере её кузины в Падуе. Эта речь, Oratio pro Bertucio Lamberto, была опубликована в Модене (1487), Венеции (1488) и Нюрнберге (1489). В 1487—1497 годах она обменивалась письмами с выдающимися гуманистами и дворянами со всей Испании и Италии. Изабелла I Кастильская даже настаивала на прибытии Феделе к испанскому двору, но та отклонила приглашение. Она не могла оставить свою страну в состоянии войны с Францией. Однако ранние биографы Феделе считали, что покинуть Италию ей не позволил дож Агостино Барбариго, хотя свидетельств такого указа нет.

## Известность
Феделе добилась известности благодаря своим писательским и ораторским способностям. Считается, что помимо 123 писем и 3 речей, опубликованных в Падуе в 1636 году, она также писала стихи на латыни. Она участвовала в публичных дебатах по философским и теологическим вопросам наравне с влиятельными гуманистами, а также выступала перед дожем Агостино Барбариго и венецианским сенатомпо вопросу высшего образования для женщин. Анджело Полициано в письме к Лоренцо Медичи помимо красоты, хвалил её прекрасное владение латинским и итальянским языками.
Относительно её поэтических сочинений и таланта импровизации мнения современников расходятся. Кассандра Феделе прославилась исполнением своих латинских стихов, аккомпанируя себе на гитаре, а также сочиняла на вольгаре, но эти юношеские произведения не сохранились. До настоящего времени дошла лишь посвятительная эпиграмма Павлу III, написанная в 1547 году.

## Поздние годы
Успех Феделе был недолгим. Пик её научной деятельности пришёлся подошёл к концу незадолго до замужества в возрасте тридцати четырёх лет (1499). После этого, в течение почти шестидесяти лет, она написала несколько писем и единожды, в 1556 году, была приглашена публично выступить в честь польской королевы Боны Сфорца, приехавшей в Венецию. Некоторые историки утверждают, что Феделе отказалась от интеллектуальной жизни в связи с замужеством, что не было редкостью среди образованных женщин того времени. Феделе, возможно, также была сломлена общественными силами, которые выступали против стремления к науке замужних женщин. В письме к Алессандре Скале, которая спрашивала у Феделе, выйти ли ей замуж или посвятить свою жизнь учёбе, она призывала корреспондентку «выбрать путь, который не претит её природе».
В 1520 году, когда Феделе возвращалась с Крита со своим мужем-врачом Джаммарией Мапелли, в результате кораблекрушения они потеряли всё своё имущество. В тот же год, находяся в затруднительном финансовом положении, она стала бездетной вдовой. Феделе написала Льву X с просьбой о помощи в 1521 году, но он не ответил на её письмо. Она решила попытать удачу ещё раз в 1547 году и написала Павлу III, который в ответ дал ей должность настоятеля приюта в церкви Сан-Доменико-ди-Кастелло в Венеции, где она проживала до самой смерти. Феделе, возможно, тоже страдала от проблем со здоровьем. Ещё перед замужеством она жаловалась на болезнь, которая истощала её силы и мешала сосредоточиться на чтении и письме в течение длительного времени.

## Сочинения
- Clarissimæ feminæ Fidelis Cassandrae Venetæ Epistolæ et orationes posthumæ, nunquam ante hac editæ, Jac. Philip. Tomasinus è mss recensuit. Vitam præmisit argumentis et notis illustravit. — Patavii, apud Franciscum Bolzeltam, 1636, in-8°
- Cassandra Fedele. Orazioni ed epistole, a cura di A. Fedele. — Padova: Il Poligrafo, 2010